# Crucianella angustifolia

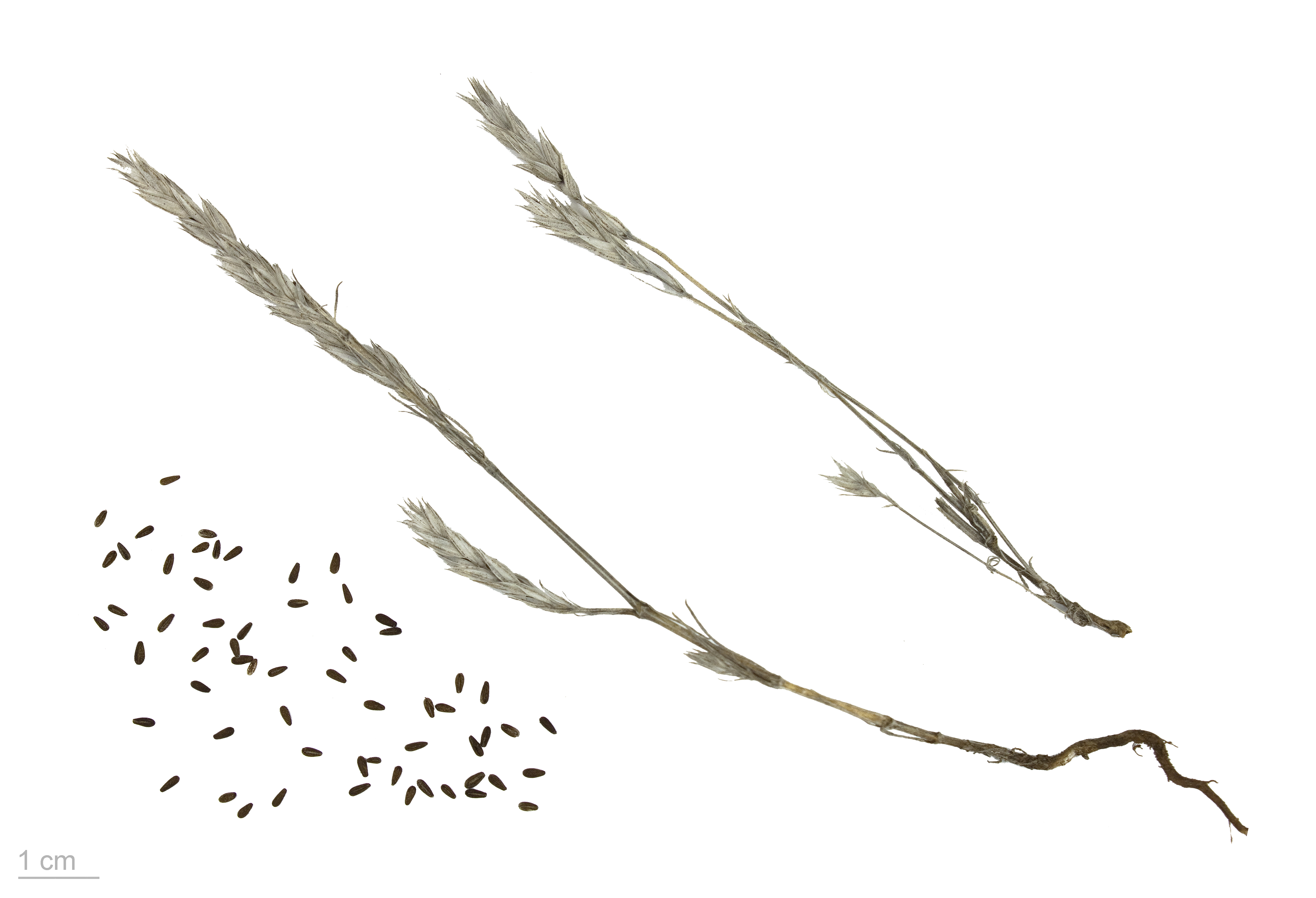
Crucianella angustifolia

Crucianella angustifolia (L.) es una planta herbácea perteneciente a la familia de las rubiáceas.

## Descripción
Es una pequeña hierba anual que se diferencia de  Crucianella patula L. por presentar brácteas lanceoladas, de 5-9 x 1,5-3 mm de longitud, que hacen una espiga compacta de 2-15(25) x 0,2-0,6 cm de largo, con flores de corola 4 lobadas. 

## Distribución
Se distribuye por la región mediterránea, distribuida por el sur de Europa, que se halla repartida por prácticamente toda la península ibérica.

## Hábitat
Es una especie vegetal que se instala en crestones, gleras, gravas fluviales, cunetas, bordes de caminos y campos, rellanos, etc., formando parte de pastizales terofíticos en ambientes de encinar o quejigar secos en áreas soleadas, sobre suelos someros o pedregosos. Se encuentra en alturas de 100 a 850 m s. n. m. Se ha encontrado sobre suelos calizos, margosos o yesosos, y también sobre cuarcitas, rodenos, arcillas o arenas, entre otros. Florece de mayo a septiembre.

## Taxonomía
Crucianella angustifolia fue descrita por Carlos Linneo y publicado en Species Plantarum 1: 109, en el año 1753.
Citología
Número de cromosomas de Crucianella angustifolia (Fam. Rubiaceae) y táxones infraespecíficos: 2n=22
Sinonimia
- Rubeola angustifolia (L.) Fourr. (1868).
- Crucianella spicata Lam. (1779).
- Crucianella mucronata Roth (1794).
- Rubeola linearifolia Moench (1794).
- Crucianella chabertii Gand. (1875).
- Crucianella angustifolia var. chabertii (Gand.) Nyman (1879).
- Crucianella angustifolia subvar. confinis Jord. ex Nyman (1879), nom. nud.
- Crucianella angustifolia subsp. oxyloba Janka ex Nyman (1879), nom. nud.
- Crucianella angustifolia f. plagiotropica P.Silva (1980-1981 publ. 1981).[3][4]

## Nombres comunes
- Castellano: espigadilla, rabilarga, rubilla espigada.[5]